# Пољска уједињена радничка партија
Пољска уједињена радничка партија (ПУРП) (пољ. Polska Zjednoczona Partia Robotnicza, PZPR) је била комунистичка партија, која је била на власти у Пољској од 1948. до 1989. године.

## Историјат
Пољска уједињена радничка партија установљена је сједињавањем Пољске радничке партије и Пољске социјалистичке партије, током састанка одржаног од 15. до 21. децембра 1948. године. Уједињење је омогућено тек након искључења оних чланова обе партије који су се противили уједињењу. Први секретар партије био је стаљиниста и агент НКВД-а, Болеслав Бјерут. За време Бјерутове владавине, трајала је совјетизација земље и централизација власти. Бјерутова смрт у Москви 1956. године, означила је крај периода стаљинизма у Пољској и ПУРП-у.
Године 1956, након Двадесетог конгреса КПСС, унутар ПУРП-а су се формирале две струје. Тзв. Натолин фракција била је против програма либерализације, а Пулавијска струја залагала се за већу либерализацију пољског друштва. Доласком Владислава Гомулке на место Првог секретара ПУРП-а, Пулавијска струја однела је победу унутар партије. До краја 1950-их, обе фракције су ишчезле.
Гомулкина политика „пољског пута у социјализам“ постала је популарна међу народом, али није наишла на превелико одобравање у Москви. Гомулка је исто тако подупирао прогон неких интелектуалаца и припадника Католичке цркве и учествовао у интервенцији Варшавског пакта у Чехословачкој 1968. године. Децембра 1970. године, Гомулка је био присиљен да поднесе оставку, након сукоба између полиције и радника у гдањском бродоградилишту. На месту Првог секретара наследио га је Едвард Гјерек.
Гјерек је по доласку на чело ПУРП-а започео економске реформе, покренуо прграм модернизације индустрије и омогућио већу производњу свакодневних намирница, све уз помоћ страних зајмова. Такође је оржавао добре односе са француским председником Жискаром Д'Естеном и западнонемачким Хелмутом Шмитом. Животни стандард у Пољској се повећао током 1970-их, али је почео да успорава након нафтне кризе 1973. године. Нове побуне против повећања цена су избиле 1976, након чега цене произовда ипак нису повећане. Гјерек је због тога био принуђен да 1980. покрене нове економске реформе. Повећање цена производа још једном је потакло немире у земљи. Гјерек је дозволио легално деловање синдикату Солидарност и право на штрајк.
Убрзо накоњ ових догађаја, Гјерека је заменио Станислав Канија. Канија је признао да је партија починила економске погрешке и подстицао сарадњу са Католичком црквом и синдикалним групама. Иако је подупирао тезу да комунисти морају владатри Пољском, Канија није успео да увери совјетско руководство да неће радити потезе који би водили политици Пољске независној од Совјетског Савеза. Дана 18. октобра 1981. године, Централни комитет ПУРП-а сменио је Канију са положаја Првог секретара и изабрао генерала Војћеха Јарузелског.
Дана 11. фебруара 1981, Јарузелски је постао нови премијер Пољске, а 18. октобра секретар ПУРП-а. Дана 13. децембра, прогласио је ратно стање у Пољској. Такође је потакао рад Фронта националног јединства и Родољубивог покрета за национални препород. Године 1985, Јарузелски је дао оставку на месту премијера и министра одбране и постао председник Пољског државног већа, позиције једнаке председничкој.
Реформе Михаила Горбачова утицале су и на Пољску. Након серије штрајлова 1988, руководство ПУРП-а било је принуђено да започен преговоре са вођама Солидарности. Након завршетка преговора 1989, Солидарност је постала легална организација. Одржани су избори на којима су комунисти освојили 65% места у Сејму. Јарузелски је победио у изборима за председника државе. Пошто није успео наговорити Леха Валенсу да комунисти и Солидарност организују велику коалицију, дао је оставку на место Првог секретара. Такође је 1990. године сишао са функције председника, а наследио га је Валенса.
Дана 29. јануара 1990, одржан је Једанаести конгрес ПУРП-а, чији је циљ испочетка био ревитализација партије. Напослетку се партија распустила. Већина бивших чланова ПУРП-а после тога је основала Социјадемократију Пољске. Сејм је крајем 1990. године донео одлуку да власништво ПУРП-а, око 3.000 зграда и покретнине, припадне државној каси.

## Партијски конгреси
- Први оснивачки конгрес (15—20. децембар 1948)
- Други конгрес (10—17. март 1954)
- Трећи конгрес (10—19. март 1959)
- Четврти конгрес (15—20. јун 1964)
- Пети конгрес (11—16. новембар 1968)
- Шести конгрес (6—11. новембар 1971)
- Седми конгрес (8—12. децембар 1975)
- Осми конгрес (11—15. фебруар 1980)
- Девети ванредни конгрес (14—20. јул 1981)
- Десети конгрес (29. јун — 3. јул 1986)
- Једанаести конгрес (27—30. јануар 1990)

## Лидери партије
Званични назив функције до 1954. године био је Генерални секретар, а после тога Први секретар.
- Болеслав Бјерут (22. децембар 1948 — 12. март 1956)
- Едвард Охаб (20. март 1956 — 21. октобар 1956)
- Владислав Гомулка (21. октобар 1956 — 20. децембар 1970)
- Едвард Гјерек (20. децембар 1970 — 6. септембар 1980)
- Станислав Канија (6. септембар 1980 — 18. октобар 1981)
- Војћех Јарузелски (18. октобар 1981 — 29. јул 1989)
- Мјечислав Раковски (29. јул 1989 — 29. јануар 1990)